# 摩訶菩提樹

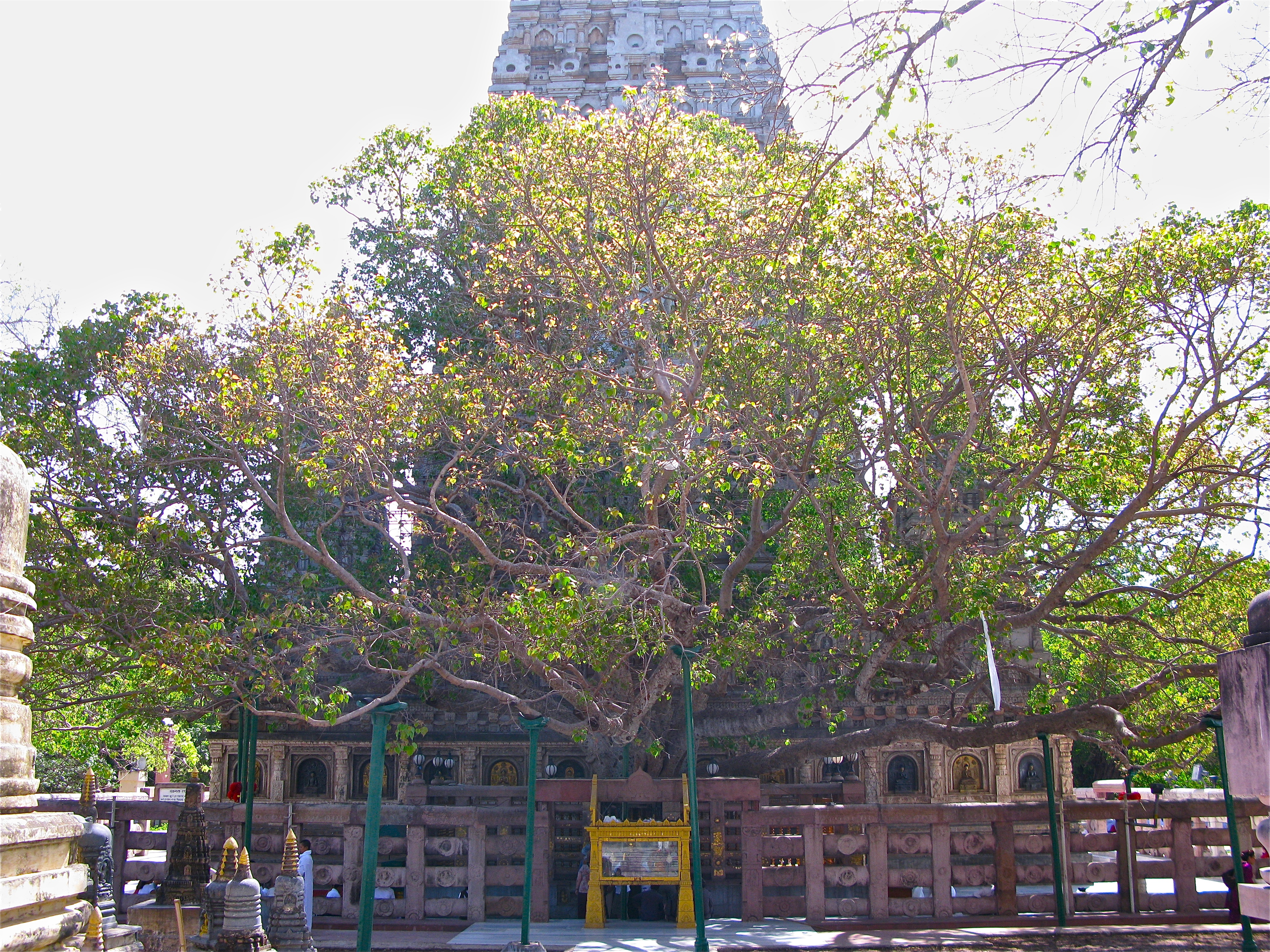
摩訶菩提樹

摩訶菩提樹，或稱大菩提樹，是世界上最大及最古老的一株菩提樹，位於印度比哈爾邦菩提伽耶的摩訶菩提寺內。
相傳釋迦牟尼佛曾坐於此樹下修行，最後開悟，得成無上正等正覺。這一天是12月8日，被稱為佛成道日。
大菩提樹備受佛教徒的尊崇。前250年，孔雀王朝的阿育王在此樹附近修建摩訶菩提寺。
許多供養菩提樹是大菩提樹的後代，如祗園精舍的喜智菩提樹（Anandabodhi）、斯里蘭卡的闍耶室利摩訶菩提樹。在檀香山福斯特植物園、印度金奈、加利福尼亞州千橡市亦有其後代。

24°41′45.29″N 84°59′29.29″E / 24.6959139°N 84.9914694°E